# Venman-Bushland-Nationalpark

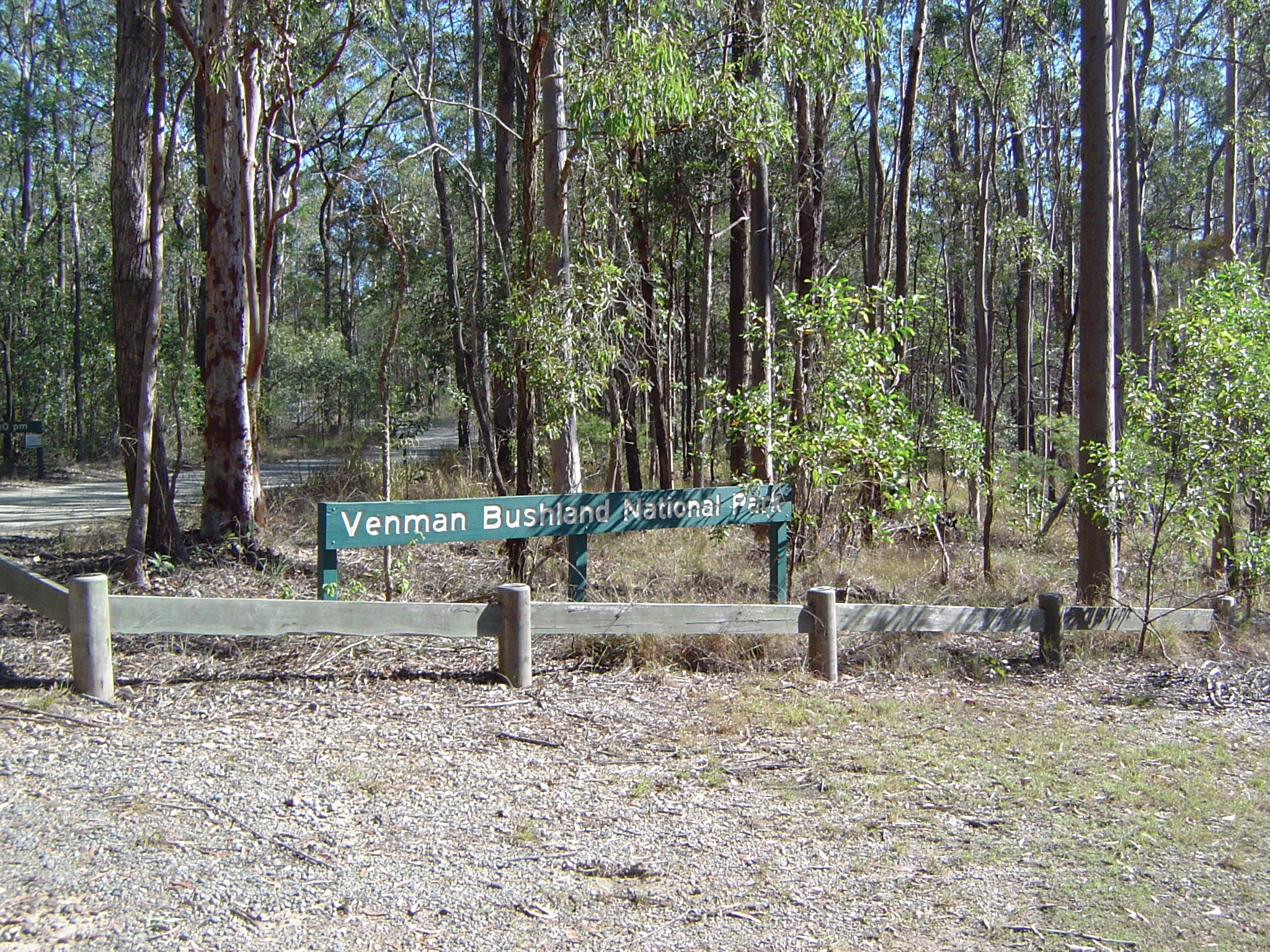
Venman Bushland National Park, Eingang bei Mount Cotton, Redland City, Queensland, Australien (2014)

Der Venman-Bushland-Nationalpark (engl.: Venman Bushland National Park) ist ein Nationalpark im Südosten des australischen Bundesstaates Queensland. Er liegt 22 Kilometer südöstlich des Stadtzentrums von Brisbane bei Springwood, nordöstlich des Pacific Motorway.

## Geschichte
Jack Venman (1911–1994) kaufte 1954 ein Quadratkilometer großes Stück Land an der West Mount Cotton Road im Shire of Redland. Anfang des 20. Jahrhunderts war dieses Land großflächig abgeholzt worden. Venman zahlte 510 Pfund dafür. Zunächst wollte er dort Rinder züchten, besaß aber nicht genug Geld für die Rinderhaltung. 1959 bekam er anderswo Arbeit und das Land verfiel nach und nach wieder in seinen Urzustand.
Ende der 1960er-Jahre entdeckte Venman Landvermesser auf seinem Grundstück, die das Land einer weiteren Verwendung zuführen wollten. Er schob dem einen Riegel vor, machte sich nun aber Gedanken über die Erhaltung des Gebietes als natürliches Buschland. Er baute Wanderwege und Picknickplätze mit Grills und Holzstühlen und -tischen. 1970 verkaufte er das Land für AU-$ 1,- an das damalige Shire of Albert und bedingte sich das Recht aus, sein Haus auf dem Gelände weiterhin zu erhalten. Im Alter von 73 Jahren zog sich Venman von der Aufgabe der Pflege dieses Grundstückes zurück.

## Flora und Fauna
Auf dem Land des heutigen Parks hat sich eine Mischung von Eukalyptus- und Myrtenheidenwald mit einem erheblichen Anteil an blühendem Unterholz ausgebildet. Im Park entspringt auch der (allerdings meist trockene) Tingalpa Creek.
In diesem Wald fühlen sich Wallabys, Koalas, Fuchskusus und Kurzkopfgleitbeutler heimisch. An den Wasserlöchern, die meist nur vom Bach bleiben, findet man Frösche, Wasserratten und Australische Wasseragamen.

## Einrichtungen und Zufahrt
Das Zelten im Park ist nicht gestattet. Es gibt zwei angelegte Wanderwege, den Tingalpa Creek Circuit (2,5 km) und den Venman Circuit (7,5 km). Picknickplätze mit Holzkohlengrill, Feuerholz und Trinkwasser sind ebenfalls vorhanden.
Der Park ist über den Pacific Motorway (Ausfahrt 30) zu erreichen. Er liegt an der West Mount Cotton Road.